# Prasonísi (ö i Grekland, Attika)
Prasonísi är en ö i Grekland.   Den ligger i regionen Attika, i den södra delen av landet, 200 km söder om huvudstaden Aten.